# Dayah Ujong Baroh
Dayah Ujong Baroh is een bestuurslaag in het regentschap Pidie Jaya van de provincie Atjeh, Indonesië. Dayah Ujong Baroh telt 651 inwoners (volkstelling 2010).